# GAUSS (azienda)
G.A.U.S.S. (acronimo di "Gruppo di Astrodinamica per l'Uso dei Sistemi Spaziali" e conosciuta anche come GAUSS) è un'azienda privata italiana, a responsabilità limitata, specializzata in progetti di ingegneria aerospaziale, sviluppo e messa in orbita di piccoli satelliti, CubeSat and PocketQube.
Il campo di lavoro dell'azienda è collegato principalmente alla progettazione ed allo sviluppo di microsatelliti e strutture per la messa in orbita di piccoli satelliti, nonché la validazione in orbita di tecnologie aerospaziali. Varie università e centri di ricerca internazionali hanno integrato propri esperimenti a bordo dei satelliti prodotti dall'azienda o lanciato il proprio satellite attraverso le piattaforme di tipo UniSat.
I satelliti miniaturizzati prodotti sono utilizzati come piattaforme di lancio per altri satelliti di terze parti, di dimensioni minori, come ad esempio UniSat-5, UniSat-6 ed UniSat-7.
Le attività economiche includono la progettazione delle strutture, la realizzazione e l'integrazione dei principali sotto-sistemi e carico dei satelliti, e tutte le operazioni riferite al settore della stazione di terra.

## Storia
GAUSS è stata fondata nel 2012 prendendo origine dal gruppo di ricerca "GAUSS" dell'Università di Roma "La Sapienza", creato nel laboratorio di astrodinamica della cattedra di Astrodinamica Applicata tenuta dal professor Filippo Graziani, che è co-fondatore dell'azienda, insieme a Chantal Cappelletti e Mauro Pontani, nonché direttore generale.
L'azienda svolge anche missioni scientifiche ed educative: molti esperimenti sono integrati nei singoli micro-satelliti, come gli strumenti per l'osservazione di detriti spaziali e le sperimentazioni di biomedicina.
In collaborazione con il Comune di Castelgrande e con l'Istituto Keldysh di Matematica Applicata dell'Accademia russa delle scienze, l'azienda è anche attiva nella ricerca sui detriti spaziali e gestisce la relativa stazione dedicata dell'Osservatorio astronomico di Castelgrande (progetto CastelGauss), in particolare per quanto riguarda l'osservazione per l'analisi dell'orbita, la determinazione del tempo di vita ed il miglioramento della conoscenza dell'ambiente spaziale.
L'azienda il 31 marzo 2018 ha registrato un'immagine astrografica della stazione spaziale cinese Tiangong-1, dal suo osservatorio per i detriti spaziali sito in Castelgrande, durante gli ultimi momenti prima del decadimento, immagine che è stata riproposta da diversi quotidiani e telegiornali italiani e non. Dal dicembre 2020 GAUSS collabora con l'azienda privata tedesca Orbit Recycling nel progetto del recupero e riciclaggio degli stadi superiori del razzo europeo Ariane 5 per la costruzione della base lunare.

## Satelliti

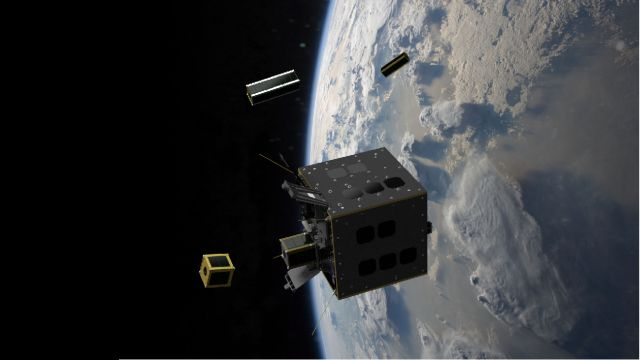
Un render 3D che mostra la fase di rilascio dei CubeSat ospitati all'interno del satellite UniSat-6, sviluppato e realizzato da GAUSS

I sistemi di rilascio orbitale GAUSS, utilizzati nella piattaforma di lancio UniSat sono costruiti per essere compatibili con lo standard CubeSat. I satelliti di tipo CubeSat ospitati a bordo delle piattaforme Unisat sono quindi rilasciati in un'orbita di Terra bassa, come la stessa piattaforma di lancio.
Prima che Gauss fosse costituita come azienda, il laboratorio universitario della Scuola di Ingegneria Aerospaziale dell'Università di Roma "La Sapienza" aveva sviluppato, realizzato e lanciato i microsatelliti UniSat-1, UniSat-2, UniSat-3, UniSat-4 (fallito a causa di un guasto del lanciatore), UniCubeSat-GG, ed EDUSAT nel contesto del programma programma UniSat. Gauss ha proseguito tale attività con lo sviluppo e il lancio dei microsatelliti UniSat-5, UniSat-6 e UniSat-7.
Gauss ha iniziato le sue operazioni in occasione della messa in orbita del microsatellite UniCubeSat-GG, a bordo del volo inaugurale del lanciatore VEGA il 12 febbraio 2012.
UniSat-5 è stato il primo satellite interamente progettato, costruito e lanciato dall'azienda. Il veicolo spaziale è stato lanciato il 21 novembre 2013 dal cosmodromo russo di Jasnyj a bordo del vettore Dnepr della sociatà Kosmostras e posizionato in un'orbita quasi-eliosincrona ad un'altitudine di 634 km alle ore 07:25:48 UTC. UniSat-5 ha ospitato a bordo quattro CubeSat e quattro PocketQube.
UniSat-6 è stato lanciato il 19 giugno 2014 alle ore 21:11:11 CET dal Cosmodromo Dombarovsky sempre presso la base di lancio Jasnyj e a bordo di un razzo Dnepr ed è entrato in un'orbita eliosincrona 16 minuti dopo. Il satellite trasmette dati beacon alla frequenza UHF 437,425 MHz, ed ha diversi sensori a bordo. I dati sono scaricati dalla stazione terrestre GAUSS presso la sede di Roma.
L'azienda, grazie ad una collaborazione internazionale, ha progettato e sviluppato il primo meccanismo di rilascio orbitale realizzato interamente in materiale plastico con tecnologia di produzione additiva WindForm, per la missione denominata TuPOD, un CubeSat di tipo 3U che al suo interno alloggiava due nano-satelliti di tipo TubeSat, TANCREDO-1 e OSNSAT. Il TuPOD è stato lanciato dalla Stazione spaziale internazionale il 16 gennaio 2017 a bordo del modulo giapponese J-SSOD dell'Agenzia Spaziale Giapponese. 84 ore più tardi, il TuPOD ha sganciato in orbita per la prima volta in assoluto i due satelliti TubeSat. Il TuPOD, non appena rilasciato dalla ISS, ha cominciato a trasmettere un segnale identificativo con codice Morse, ed è rientrato nell'atmosfera terrestre pochi mesi dopo la conclusione della missione di rilascio.
UniSat-7 è stato lanciato il 22 marzo 2021 alle ore 08:07:12 CET dal Cosmodromo di Bajkonur a bordo del razzo Sojuz 2-1a.

### Lista dei satelliti
| Nome     | Configurazione                | Data di lancio | Lanciatore | Scopo                                                                      | CubeSat a bordo                        | PocketQube a bordo                |
| -------- | ----------------------------- | -------------- | ---------- | -------------------------------------------------------------------------- | -------------------------------------- | --------------------------------- |
| UniSat-5 | 50*50*50 cm piccolo satellite | 21-11-2013     | Dnepr      | Dimostratore tecnologico, piattaforma di lancio per CubeSat and PocketQube | PUCP-Sat-1, ICUBE-1, HUMSAT-D, DOVE-4  | Eagle1, Eagle2, WREN, QBScout-S1  |
| UniSat-6 | 40*40*40 cm piccolo satellite | 19-06-2014     | Dnepr      | Dimostratore tecnologico, piattaforma di lancio per CubeSat                | TigriSat, Lemur 1, AntelSat, AeroCube6 |                                   |
| UniSat-7 | Ottagonale piccolo satellite  | 22-03-2021     | Sojuz 2-1a | Dimostratore tecnologico, piattaforma di lancio per CubeSat and PocketQube | BCCSAT 1, FEES                         | DIY 1 (Arduiqube), SMOG 1, STECCO |